# Elite Plaza Business Center
Elite Plaza Business Center, también conocido como Khorenatsi 15, es un centro de negocios en el centro financiero de Ereván, la capital de Armenia. Fue inaugurado en febrero de 2013.  y 21 700 m² de espacio de oficinas Elite Plaza es el centro de negocios más grande de Armenia. Con 18 plantas y 85 m de altura es el edificio más alto del país.

## Historia
El edificio fue construido por Elite Group, terminado en enero de 2013 e inaugurado el 16 de febrero de 2013. La Corporación Financiera Internacional (CFI), miembro del Grupo del Banco Mundial, unió fuerzas con el Banco Europeo para la Reconstrucción y el Desarrollo (BERD) para facilitar el desarrollo de la infraestructura comercial y crear empleo en Armenia mediante el apoyo a la construcción de Elite Plaza, el primer edificio de alto nivel. edificio de oficinas de usos múltiples de clase en Ereván.
La IFC y el BERD otorgaron préstamos de 5,4 millones de dólares y 3,6 millones de dólares, respectivamente, a Elite Group, una empresa líder en desarrollo inmobiliario con operaciones en Armenia y Georgia, para construir un edificio de 18 pisos que albergará áreas de oficinas, comercio minorista, conferencias y exposiciones para satisfacer la creciente demanda de espacio de oficinas de alta calidad en Armenia.
En 2016, la periodista Liana Aghajanian describió a Elite Plaza en los siguientes términos: "Sin embargo, su llamativo acabado verde y su forma autoritaria y extraña lo convierten en un símbolo de los rápidos cambios arquitectónicos que está experimentando la ciudad, perdiendo sus edificios históricos en un intento llamativo de un estilo contemporáneo".

## Galería

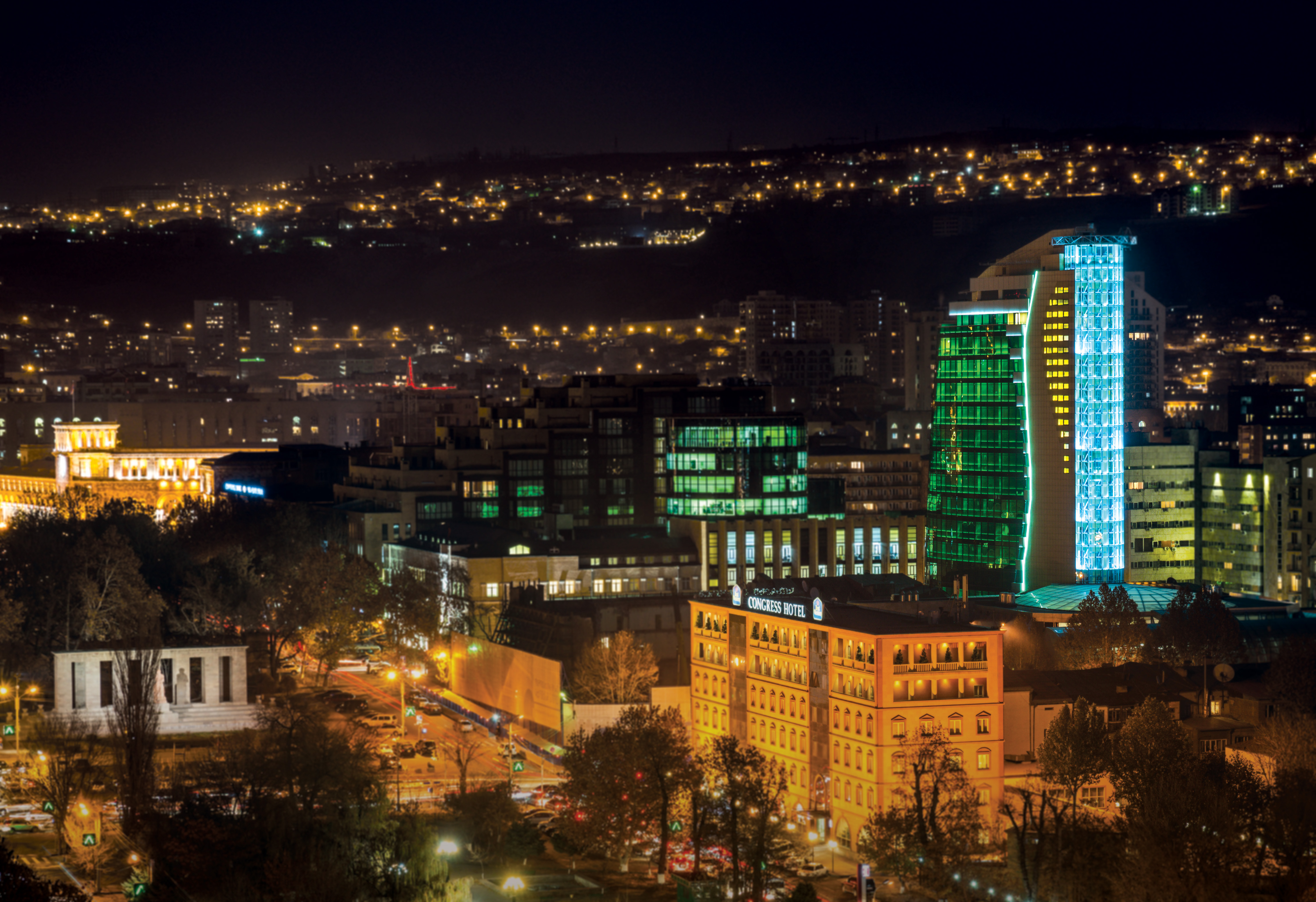
Inauguración
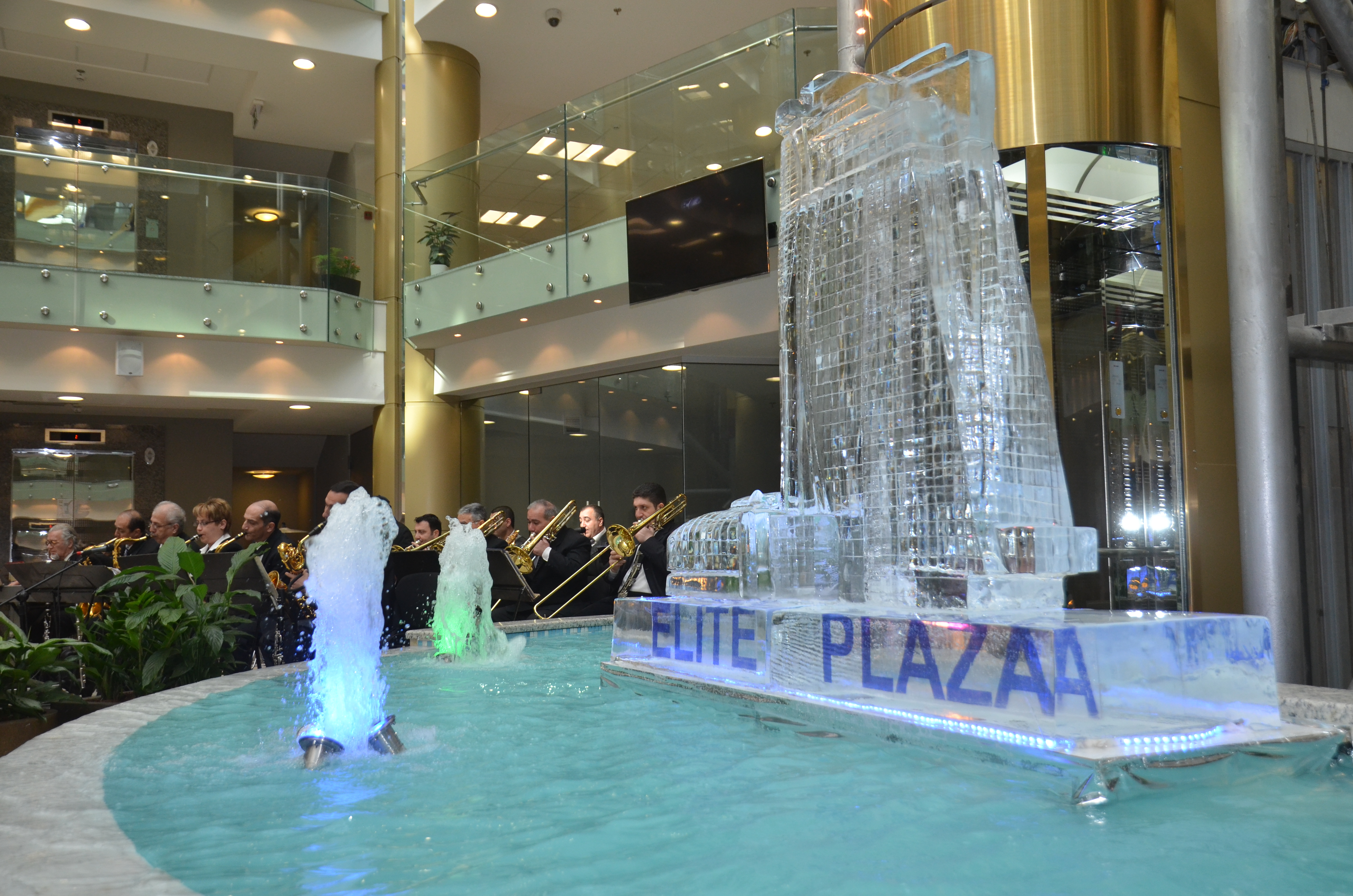
Inauguración
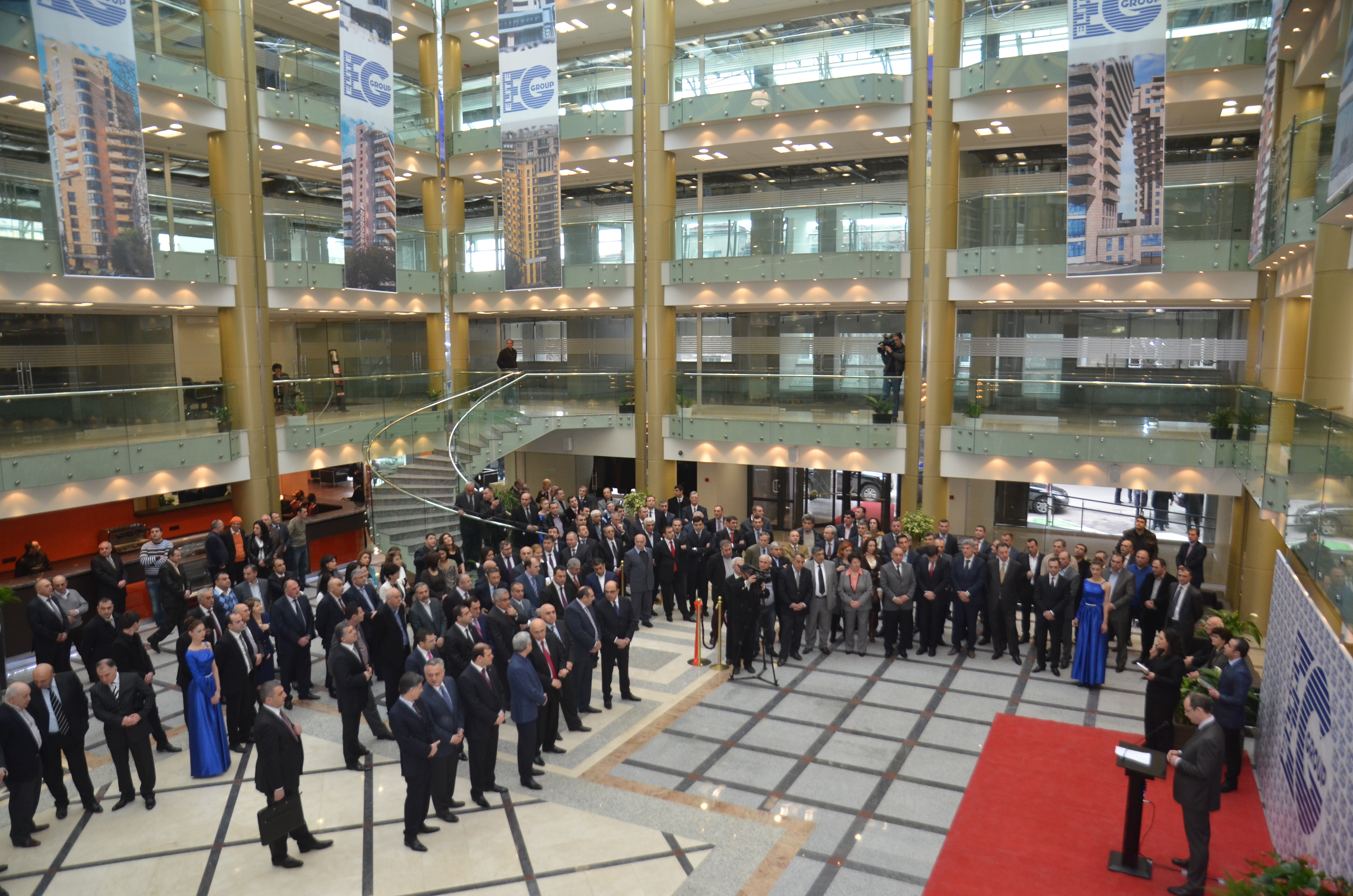
Inauguración
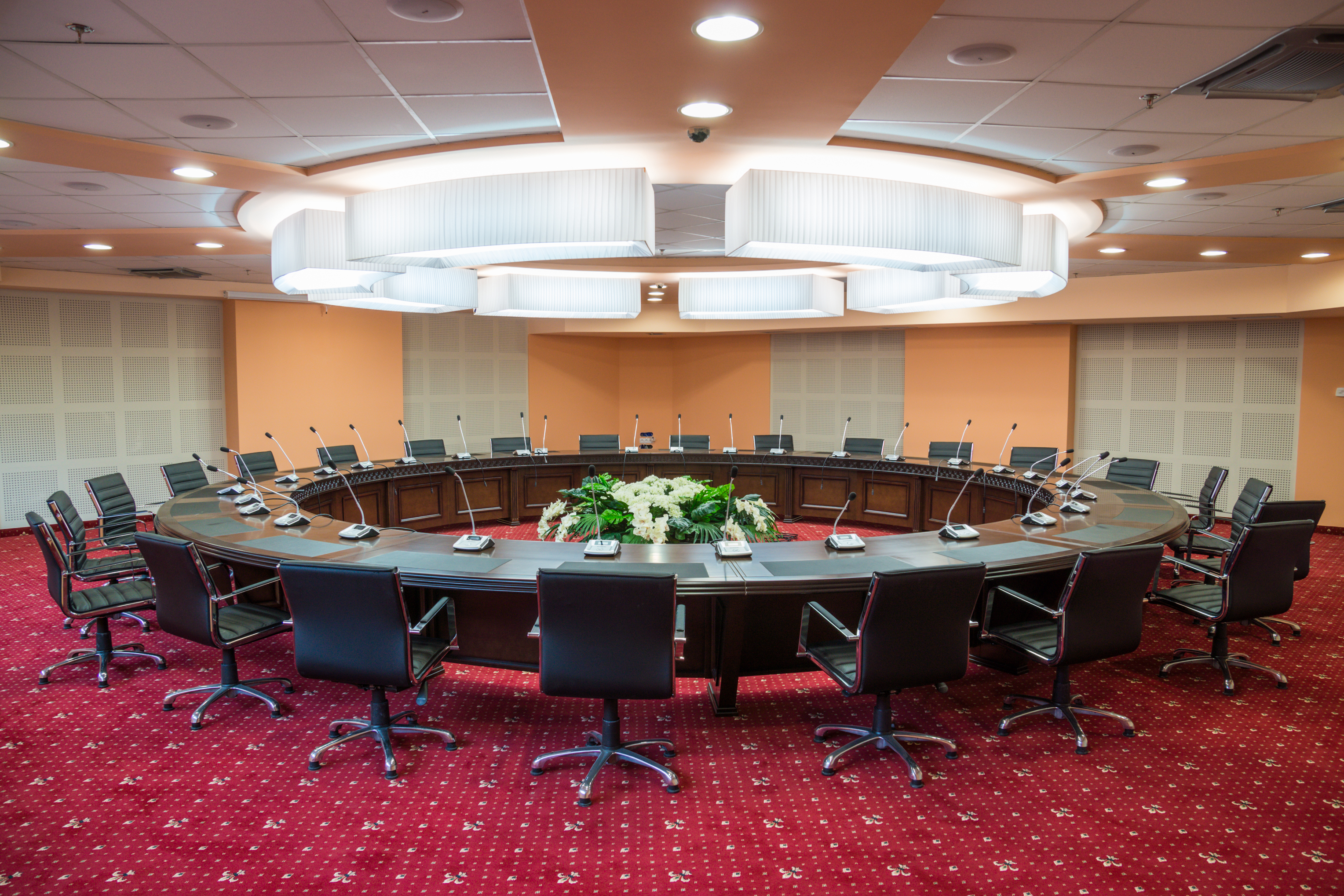
La Suite VIP
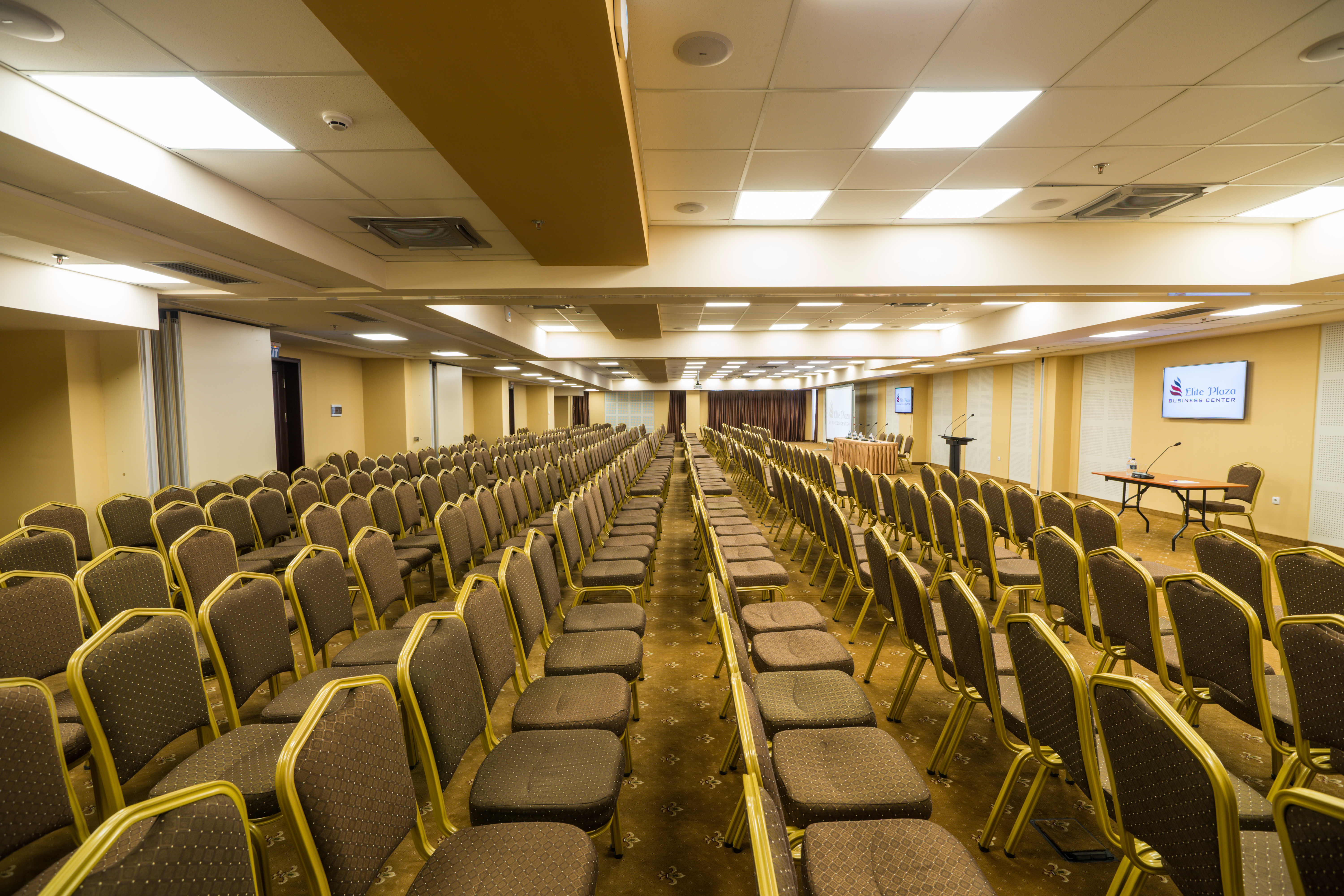
El gran salón de baile
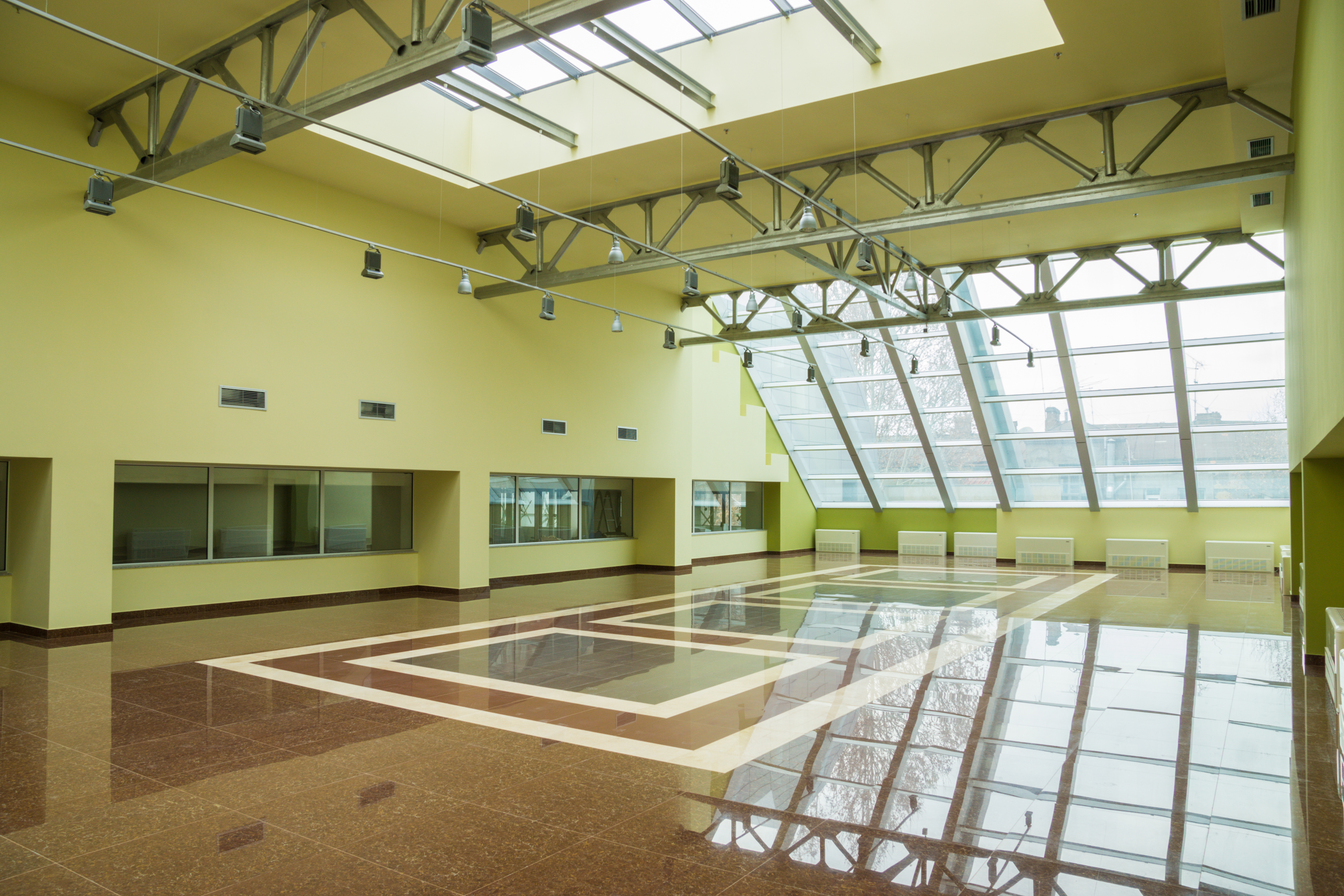
La sala de exposiciones verde